# Persone di nome Kenneth
| Questa pagina contiene informazioni ricavate automaticamente dalle voci biografiche con l'ausilio del template Bio e di un bot. L'aggiornamento è periodico e automatico e ricostruisce completamente la pagina. Se manca una persona in questa lista, sei pregato di non aggiungerla, ma accertati piuttosto che la sua voce biografica contenga il template Bio e che i dati anagrafici siano correttamente compilati. Se il template Bio manca, inseriscilo tu stesso o, in alternativa, metti l'avviso {{tmp\|Bio}} che ne segnala la mancanza. Se i dati riportati sono sbagliati, correggi direttamente la voce biografica; le modifiche saranno visibili in questa lista entro pochi giorni. Per chiarimenti vedi il progetto antroponimi. La lista contiene solo le 454 persone che sono citate nell'enciclopedia e per le quali è stato implementato correttamente il template Bio. Pagina aggiornata al 16 ott 2024. |

Questa è una lista di persone presenti nell'enciclopedia che hanno il prenome Kenneth, suddivise per attività principale.

## Allenatori di calcio(18)
- Ken Armstrong, allenatore di calcio e calciatore inglese (Bradford, n. 1924 - Nuova Zelanda, † 1984)
- Kenny Black, allenatore di calcio e ex calciatore scozzese (Stenhousemuir, n. 1963)
- Ken Brown, allenatore di calcio e ex calciatore inglese (Forest Gate, n. 1934)
- Kenneth Brylle, allenatore di calcio e ex calciatore danese (Copenaghen, n. 1959)
- Kenny Cresswell, allenatore di calcio e ex calciatore neozelandese (Invercargill, n. 1958)
- Kenneth Dokken, allenatore di calcio e ex calciatore norvegese (Lørenskog, n. 1978)
- Ken Furphy, allenatore di calcio e calciatore inglese (Stockton-on-Tees, n. 1931 - Devon, † 2015)
- Ken Hale, allenatore di calcio e calciatore inglese (Blyth, n. 1939 - † 2015)
- Kenneth Heiner-Møller, allenatore di calcio e ex calciatore danese (Gentofte, n. 1971)
- Kenny Jackett, allenatore di calcio e ex calciatore gallese (Watford, n. 1962)
- Ken Knighton, allenatore di calcio e ex calciatore inglese (Darton, n. 1944)
- Kenneth Malitoli, allenatore di calcio e ex calciatore zambiano (Kitwe, n. 1966)
- Ken Chisholm, allenatore di calcio e calciatore scozzese (Glasgow, n. 1925 - Chester-le-Street, † 1990)
- Kenny Miller, allenatore di calcio e ex calciatore scozzese (Edimburgo, n. 1979)
- Kenneth Murphy, allenatore di calcio, ex calciatore e ex giocatore di calcio a 5 scozzese (Dundee, n. 1956)
- Kenneth Nysæther, allenatore di calcio e ex calciatore norvegese (Drammen, n. 1970)
- Ken Roberts, allenatore di calcio e calciatore gallese (Cefn Mawr, n. 1936 - † 2021)
- Kenneth Rosén, allenatore di calcio e calciatore svedese (Skellefteå, n. 1951 - † 2004)

## Allenatori di pallacanestro(4)
- Kenny Atkinson, allenatore di pallacanestro e ex cestista statunitense (Huntington, n. 1967)
- Ken Loeffler, allenatore di pallacanestro statunitense (Beaver Falls, n. 1902 - Rumson, † 1975)
- Ken Scalabroni, allenatore di pallacanestro statunitense (Boston, n. 1956)
- Ken Shields, allenatore di pallacanestro canadese (Beaverlodge, n. 1945)

## Allenatori di tennis(1)
- Kenneth Carlsen, allenatore di tennis e ex tennista danese (Copenaghen, n. 1973)

## Ammiragli(1)
- Kenneth J. Summers, ammiraglio canadese (St. Thomas, n. 1944)

## Animatori(2)
- Kenneth Muse, animatore statunitense (Carolina del Nord, n. 1910 - Templeton, † 1987)
- Ken Spears, animatore e produttore televisivo statunitense (Los Angeles, n. 1938 - Brea, † 2020)

## Arbitri di calcio(2)
- Ken Aston, arbitro di calcio britannico (Colchester, n. 1915 - Londra, † 2001)
- Ken Dagnall, arbitro di calcio britannico (n. 1921 - † 1995)

## Artisti(2)
- Kenny Howard, artista e decoratore statunitense (n. 1929 - † 1992)
- Kenneth Smith, artista e effettista statunitense

## Artisti marziali misti(1)
- Kenny Florian, artista marziale misto statunitense (Westwood, n. 1976)

## Assassini seriali(1)
- Kenneth Bianchi, serial killer statunitense (Rochester, n. 1951)

## Astronauti(4)
- Kenneth Bowersox, ex astronauta statunitense (Portsmouth, n. 1956)
- Kenneth Cameron, ex astronauta e ingegnere statunitense (Cleveland, n. 1949)
- Kenneth Cockrell, ex astronauta statunitense (Austin, n. 1950)
- Kenneth Reightler, ex astronauta statunitense (n. 1951)

## Astronomi(5)
- Kenneth Edgeworth, astronomo e economista irlandese (Daramona, n. 1880 - † 1972)
- Kenneth Herkenhoff, astronomo statunitense
- Kenneth J. Lawrence, astronomo statunitense (n. 1964)
- Kenneth S. Russell, astronomo australiano
- Kenneth W. Zeigler, astronomo statunitense

## Attori(32)
- Kenneth Barker, attore britannico (Stamford Hill, n. 1900 - Worthing, † 1986)
- Kenny Baumann, attore statunitense (Urbana, n. 1989)
- Ken Berry, attore statunitense (Moline, n. 1933 - Burbank, † 2018)
- Kenneth Branagh, attore, regista e sceneggiatore nordirlandese (Belfast, n. 1960)
- Kenneth Casey, attore e compositore statunitense (New York, n. 1899 - Cornwall, † 1965)
- Kenneth Choi, attore statunitense (Chicago, n. 1971)
- Kenneth Connor, attore britannico (Highbury, n. 1918 - Harrow, † 1993)
- Kenneth Cranham, attore britannico (Dunfermline, n. 1944)
- Ken Davitian, attore statunitense (Los Angeles, n. 1953)
- K. Todd Freeman, attore statunitense (Houston, n. 1965)
- Kenneth Harlan, attore statunitense (Boston, n. 1895 - Sacramento, † 1967)
- Ken Howard, attore statunitense (El Centro, n. 1944 - Los Angeles, † 2016)
- Kenny Johnson, attore statunitense (New Haven, n. 1963)
- Kenneth Kimmins, attore statunitense (Brooklyn, n. 1941)
- Ken Kirzinger, attore e stuntman canadese (Saskatchewan, n. 1959)
- Ken Lerner, attore statunitense (Brooklyn, n. 1948)
- Ken Leung, attore statunitense (New York, n. 1970)
- Kenneth MacKenna, attore e regista statunitense (Canterbury, n. 1899 - Glendale, † 1962)
- Kenneth Mars, attore e doppiatore statunitense (Chicago, n. 1935 - Los Angeles, † 2011)
- Kenneth McMillan, attore statunitense (New York, n. 1932 - Santa Monica, † 1989)
- Kenneth Mitchell, attore canadese (Toronto, n. 1974 - Los Angeles, † 2024)
- Kenneth More, attore britannico (Gerrards Cross, n. 1914 - Londra, † 1982)
- Kenneth Morgan, attore inglese (n. 1920 - Londra, † 1949)
- Ken Page, attore e cabarettista statunitense (Saint Louis, n. 1954 - Saint Louis, † 2024)
- Ken Stott, attore scozzese (Edimburgo, n. 1954)
- Kenneth Tigar, attore statunitense (Chelsea, n. 1942)
- Kenneth Tobey, attore statunitense (Oakland, n. 1917 - Rancho Mirage, † 2002)
- Kenneth Tsang, attore hongkonghese (Shanghai, n. 1934 - Hong Kong, † 2022)
- Ken Weatherwax, attore statunitense (Los Angeles, n. 1955 - Los Angeles, † 2014)
- Kenneth Welsh, attore canadese (Edmonton, n. 1942 - Toronto, † 2022)
- Kenneth Williams, attore gallese (Londra, n. 1926 - Londra, † 1988)
- Kenneth Nelson, attore statunitense (Rocky Mount, n. 1930 - Londra, † 1993)

## Autori di giochi(2)
- Kenneth Hite, autore di giochi statunitense (n. 1965)
- Ken St. Andre, autore di giochi e scrittore statunitense (Ogden, n. 1947)

## Aviatori(4)
- Kenneth Arnold, aviatore statunitense (Sebeka, n. 1915 - Bellevue, † 1984)
- Kenneth Ham, aviatore e ex astronauta statunitense (Plainfield, n. 1964)
- Kenneth Barbour Montgomery, aviatore inglese (Birkenhead, n. 1897 - Chester, † 1965)
- No Kum-sok, aviatore nordcoreano (Sinhŭng, n. 1932 - Daytona Beach, † 2022)

## Avvocati(1)
- Ken Starr, avvocato e magistrato statunitense (Vernon, n. 1946 - Houston, † 2022)

## Batteristi(1)
- Kenneth Ølsson, batterista norvegese (n. 1977)

## Biblisti(1)
- Ken Stone, biblista e teologo statunitense (n. 1962)

## Bobbisti(1)
- Ken Topalian, ex bobbista armeno (Pawtucket, n. 1963)

## Canoisti(1)
- Kenneth Lane, canoista canadese (Toronto, n. 1923 - Toronto, † 2010)

## Canottieri(1)
- Kenneth Myers, canottiere statunitense (Norristown, n. 1896 - † 1974)

## Cantanti(4)
- Babyface, cantante, compositore e produttore discografico statunitense (Indianapolis, n. 1959)
- Ken Lewis, cantante, paroliere e produttore discografico britannico (Birmingham, n. 1942 - † 2015)
- Kenny Lynch, cantante e attore britannico (Stepney, n. 1938 - † 2019)
- Kenny Rankin, cantante e compositore statunitense (New York, n. 1940 - Los Angeles, † 2009)

## Cantautori(4)
- Ken Andrews, cantautore, musicista e produttore discografico statunitense (Seattle, n. 1967)
- Lee Brice, cantautore statunitense (Sumter, n. 1979)
- Kenny Chesney, cantautore statunitense (Johnson City, n. 1968)
- Kenny Loggins, cantautore e chitarrista statunitense (Everett, n. 1948)

## Chimici(1)
- Kenneth Denbigh, chimico britannico (Luton, n. 1911 - Londra, † 2004)

## Chitarristi(2)
- Kenny Burrell, chitarrista statunitense (Detroit, n. 1931)
- K. K. Downing, chitarrista e compositore britannico (West Bromwich, n. 1951)

## Ciclisti su strada(2)
- Kenneth Van Rooy, ciclista su strada belga (Turnhout, n. 1993)
- Kenneth Vanbilsen, ex ciclista su strada belga (Herk-de-Stad, n. 1990)

## Combinatisti nordici(1)
- Kenneth Braaten, ex combinatista nordico norvegese (Rana, n. 1974)

## Comici(1)
- Ken Dodd, comico e cantante britannico (Liverpool, n. 1927 - Liverpool, † 2018)

## Compositori(2)
- Kenneth Gaburo, compositore statunitense (Somerville, n. 1926 - Iowa City, † 1993)
- Kenneth Wannberg, compositore e arrangiatore statunitense (Los Angeles, n. 1930 - Florence, † 2022)

## Coreografi(1)
- Kenneth MacMillan, coreografo e ballerino britannico (Dunfermline, n. 1929 - Londra, † 1992)

## Criminali(1)
- Kenneth McGriff, criminale statunitense (New York, n. 1960)

## Critici cinematografici(1)
- Kenneth Turan, critico cinematografico statunitense (Brooklyn, n. 1946)

## Culturisti(1)
- Flex Wheeler, culturista statunitense (Fresno, n. 1965)

## Danzatori(1)
- Kenny Wormald, ballerino e attore statunitense (Boston, n. 1984)

## Danzatori su ghiaccio(1)
- Kenneth Ormsby, ex danzatore su ghiaccio canadese (n. 1942)

## Direttori d'orchestra(1)
- Kenneth Gilbert, direttore d'orchestra e clavicembalista canadese (Montréal, n. 1931 - † 2020)

## Dirigenti d'azienda(1)
- Kenneth Chenault, dirigente d'azienda statunitense (Long Island, n. 1951)

## Dirigenti sportivi(3)
- Kenny Dykstra, dirigente sportivo e ex wrestler statunitense (Southbridge, n. 1986)
- Ken Read, dirigente sportivo e ex sciatore alpino canadese (Ann Arbor, n. 1955)
- Ken Schinkel, dirigente sportivo, allenatore di hockey su ghiaccio e hockeista su ghiaccio canadese (Jansen, n. 1932 - † 2020)

## Disc jockey(1)
- Kenneth G, disc jockey e produttore discografico olandese (Amsterdam, n. 1987)

## Drammaturghi(1)
- Ken Ludwig, drammaturgo e regista statunitense (York, n. 1950)

## Economisti(3)
- Kenneth Arrow, economista statunitense (New York, n. 1921 - Palo Alto, † 2017)
- Kenneth Boulding, economista, pacifista e poeta inglese (Liverpool, n. 1910 - Boulder, † 1993)
- Kenneth Rogoff, economista e scacchista statunitense (Rochester, n. 1953)

## Educatori(1)
- Ken Robinson, educatore e scrittore britannico (Liverpool, n. 1950 - † 2020)

## Egittologi(1)
- Kenneth Kitchen, egittologo britannico (Aberdeen, n. 1932)

## Filologi(1)
- Kenneth Dover, filologo classico e grecista britannico (Londra, n. 1920 - Saint Andrews, † 2010)

## Filosofi(1)
- Kenneth Burke, filosofo e critico letterario statunitense (Pittsburgh, n. 1897 - Andover, † 1993)

## Fisici(3)
- Kenneth Bainbridge, fisico statunitense (Cooperstown, n. 1904 - Lexington, † 1996)
- Kenneth Ross MacKenzie, fisico statunitense (Portland, n. 1912 - Los Angeles, † 2002)
- Kenneth Geddes Wilson, fisico statunitense (Waltham, n. 1936 - Saco, † 2013)

## Generali(3)
- Kenneth Arthur Noel Anderson, generale britannico (Madras, n. 1891 - Gibilterra, † 1959)
- Kenneth Claiborne Royall, generale e politico statunitense (Goldsboro, n. 1894 - Durham, † 1971)
- Kenneth Taylor, generale statunitense (Enid, n. 1919 - Tucson, † 2006)

## Giocatori di badminton(2)
- Kenneth Jonassen, ex giocatore di badminton danese (Herning, n. 1974)
- Kenneth Comfort Mwambu, giocatore di badminton ugandese (n. 2000)

## Giocatori di baseball(3)
- Ken Caminiti, giocatore di baseball statunitense (Hanford, n. 1963 - New York, † 2004)
- Ken Giles, giocatore di baseball statunitense (Albuquerque, n. 1990)
- Ken Harrelson, ex giocatore di baseball, conduttore radiofonico e conduttore televisivo statunitense (Woodruff, n. 1941)

## Giocatori di calcio a 5(1)
- Kenneth Rakvaag, giocatore di calcio a 5, allenatore di calcio a 5 e ex calciatore norvegese (Molde, n. 1983)

## Giocatori di curling(1)
- Ken Tralnberg, giocatore di curling canadese (Prince Albert, n. 1956)

## Giocatori di football americano(36)
- Ken Anderson, ex giocatore di football americano statunitense (Batavia, n. 1949)
- Ken Bowman, giocatore di football americano e allenatore di football americano statunitense (Milan, n. 1942 - Oro Valley, † 2023)
- Ki-Jana Carter, ex giocatore di football americano statunitense (Westerville, n. 1973)
- Ken Dilger, ex giocatore di football americano statunitense (Mariah Hill, n. 1971)
- Ken Dorsey, ex giocatore di football americano e allenatore di football americano statunitense (Orinda, n. 1981)
- Kenny Clark, giocatore di football americano statunitense (San Bernardino, n. 1995)
- Kenny Easley, ex giocatore di football americano statunitense (Chesapeake, n. 1959)
- Kenneth Gainwell, giocatore di football americano statunitense (Vicksburg, n. 1999)
- Ken Greene, ex giocatore di football americano statunitense (Lewiston, n. 1956)
- Ken Harvey, ex giocatore di football americano statunitense (Austin, n. 1965)
- Junior Hemingway, ex giocatore di football americano statunitense (Conway, n. 1988)
- Kenny Hill, giocatore di football americano statunitense (West Palm Beach, n. 1994)
- Kenny Holmes, ex giocatore di football americano statunitense (Gifford, n. 1973)
- Ken Houston, ex giocatore di football americano statunitense (Lufkin, n. 1944)
- Kenny Lawler, giocatore di football americano statunitense (Pomona, n. 1994)
- Ken MacAfee, ex giocatore di football americano statunitense (Portland, n. 1956)
- Kenny McIntosh, giocatore di football americano statunitense (Fort Lauderdale, n. 2000)
- Kenny Moore, giocatore di football americano statunitense (Valdosta, n. 1995)
- Kenneth Murray, giocatore di football americano statunitense (Missouri City, n. 1998)
- Ken O'Brien, ex giocatore di football americano statunitense (Rockville Centre, n. 1960)
- Kenny Phillips, giocatore di football americano statunitense (Miami, n. 1986)
- Kenny Pickett, giocatore di football americano statunitense (Oakhurst, n. 1998)
- Ken Rice, giocatore di football americano statunitense (Bainbridge, n. 1939 - Canton, † 2020)
- Ken Riley, giocatore di football americano statunitense (Bartow, n. 1947 - Tallahassee, † 2020)
- Kenny Robinson, giocatore di football americano statunitense (Wilkinsburg, n. 1999)
- Ken Ruettgers, ex giocatore di football americano statunitense (Bakersfield, n. 1962)
- Kenneth Sims, giocatore di football americano statunitense (Kosse, n. 1959)
- Ken Stabler, giocatore di football americano statunitense (Foley, n. 1945 - Gulfport, † 2015)
- Kenny Stills, giocatore di football americano statunitense (Eden Prairie, n. 1992)
- Ken Taylor, ex giocatore di football americano statunitense (San José, n. 1963)
- Kenneth Walker III, giocatore di football americano statunitense (Arlington, n. 2000)
- Ken Whisenhunt, ex giocatore di football americano e allenatore di football americano statunitense (Augusta, n. 1962)
- Ken Willard, giocatore di football americano statunitense (Richmond, n. 1943)
- P.J. Williams, giocatore di football americano statunitense (Ocala, n. 1993)
- K.J. Wright, ex giocatore di football americano statunitense (Olive Branch, n. 1989)
- Kenny Young, giocatore di football americano statunitense (Houma, n. 1995)

## Giornalisti(1)
- Kenneth Best, giornalista liberiano (Harrisburg, n. 1938)

## Golfisti(3)
- Ken Edwards, golfista statunitense (Chicago, n. 1886 - Evanston, † 1952)
- Ken Green, golfista statunitense (Danbury, n. 1958)
- Ken Venturi, golfista statunitense (San Francisco, n. 1931 - Rancho Mirage, † 2013)

## Hockeisti su ghiaccio(10)
- Ken Block, ex hockeista su ghiaccio canadese (Steinbach, n. 1944)
- Ken Broderick, hockeista su ghiaccio canadese (Toronto, n. 1942 - Niagara Falls, † 2016)
- Ken Daneyko, ex hockeista su ghiaccio canadese (Windsor, n. 1964)
- Ken Dryden, ex hockeista su ghiaccio, dirigente sportivo e politico canadese (Hamilton, n. 1947)
- Ken Farmer, hockeista su ghiaccio canadese (Westmount, n. 1912 - Montréal, † 2005)
- Scott Hannan, ex hockeista su ghiaccio canadese (Richmond, n. 1979)
- Ken Laufman, ex hockeista su ghiaccio canadese (Hamilton, n. 1932)
- Ken Moore, hockeista su ghiaccio canadese (Balcarres, n. 1910 - Winnipeg, † 1981)
- Ken Scuderi, ex hockeista su ghiaccio statunitense (Bethpage, n. 1980)
- Mattias Öhlund, ex hockeista su ghiaccio svedese (Piteå, n. 1976)

## Imprenditori(3)
- Ken Bates, imprenditore e dirigente sportivo inglese (Ealing, n. 1931)
- Ken Behring, imprenditore statunitense (Freeport, n. 1928 - Contea di Contra Costa, † 2019)
- Kenneth C. Griffin, imprenditore statunitense (Daytona Beach, n. 1968)

## Informatici(1)
- Ken Thompson, informatico e hacker statunitense (New Orleans, n. 1943)

## Ingegneri(2)
- Ken Olsen, ingegnere statunitense (Bridgeport, n. 1926 - † 2011)
- Kenneth Pinyan, ingegnere statunitense (Stati Uniti d'America, n. 1960 - Enumclaw, † 2005)

## Linguisti(2)
- Kenneth Hale, linguista statunitense (Evanston, n. 1934 - Lexington, † 2001)
- Kenneth L. Pike, linguista, antropologo e glottoteta statunitense (Woodstock, n. 1912 - Dallas, † 2000)

## Lottatori(1)
- Ken Richmond, lottatore britannico (Londra, n. 1926 - Christchurch, † 2006)

## Maratoneti(1)
- Kenneth Kipkemoi, ex maratoneta e mezzofondista keniota (n. 1984)

## Marciatori(1)
- Ken Matthews, marciatore britannico (Birmingham, n. 1934 - † 2019)

## Matematici(4)
- Kenneth Appel, matematico statunitense (Brooklyn, n. 1932 - Dover, † 2013)
- Kenneth Iverson, matematico e informatico canadese (Camrose, n. 1920 - Toronto, † 2004)
- Kenneth May, matematico statunitense (Portland, n. 1915 - Toronto, † 1977)
- Kenneth Alan Ribet, matematico statunitense (Brooklyn, n. 1948)

## Medici(1)
- Kenneth H. Cooper, medico e militare statunitense (Oklahoma City, n. 1931)

## Militari(2)
- Kenneth Campbell, militare e aviatore scozzese (Saltcoats, n. 1917 - Brest, † 1941)
- Kenneth A. Walsh, militare statunitense (Brooklyn, n. 1916 - Santa Ana, † 1998)

## Missionari(1)
- Kenneth J. Grant, missionario canadese (n. 1839 - † 1932)

## Musicisti(1)
- Boom Gaspar, musicista statunitense (Waimanalo, n. 1953)

## Nobili(1)
- Kenneth Howard, I conte di Effingham, nobile e militare britannico (n. 1767 - † 1845)

## Nuotatori(5)
- Kenneth Gaudet, nuotatore artistico statunitense (Warrensburg, n. 2004)
- Kenneth Huszagh, nuotatore statunitense (Chicago, n. 1891 - Delray Beach, † 1950)
- Kenneth Maronie, ex nuotatore dominicense (Massacre, n. 1980)
- Kenneth To, nuotatore australiano (Hong Kong, n. 1992 - Gainesville, † 2019)
- Kenneth Walsh, ex nuotatore statunitense (Orange, n. 1945)

## Oceanografi(1)
- Ken George, oceanografo, poeta e linguista britannico

## Ornitologi(1)
- Kenneth Carroll Parkes, ornitologo statunitense (Hackensack, n. 1922 - Pittsburgh, † 2007)

## Ostacolisti(1)
- Kenneth Medwood, ex ostacolista beliziano (Belize City, n. 1987)

## Paleontologi(1)
- Kenneth Carpenter, paleontologo statunitense (Tokyo, n. 1949)

## Pallanuotisti(2)
- Kenneth Beck, pallanuotista statunitense (Lovelock, n. 1915 - Arcadia, † 1982)
- Ken Hahn, pallanuotista statunitense (Chicago, n. 1928 - Durham, † 2006)

## Pattinatori artistici su ghiaccio(1)
- Kenneth Shelley, ex pattinatore artistico su ghiaccio statunitense (Downey, n. 1951)

## Pattinatori di velocità su ghiaccio(3)
- Kenneth Bartholomew, pattinatore di velocità su ghiaccio statunitense (Leonard, n. 1920 - Bloomington, † 2012)
- Kenneth Henry, pattinatore di velocità su ghiaccio statunitense (Chicago, n. 1929 - Lake Bluff, † 2009)
- Kenneth Kennedy, pattinatore di velocità su ghiaccio, hockeista su ghiaccio e dirigente sportivo australiano (Sydney, n. 1913 - † 1985)

## Pianisti(3)
- Kenny Barron, pianista e compositore statunitense (Filadelfia, n. 1943)
- Kenny Drew, pianista statunitense (New York, n. 1928 - Copenaghen, † 1993)
- Kenny Kirkland, pianista statunitense (Newport, n. 1955 - New York City, † 1998)

## Piloti automobilistici(5)
- Kenny Acheson, ex pilota automobilistico britannico (Cookstown, n. 1957)
- Ken Downing, pilota di Formula 1 britannico (Chesterton, n. 1917 - Monte Carlo, † 2004)
- Timmy Hansen, pilota automobilistico svedese (Lidköping, n. 1992)
- Kenneth McAlpine, pilota automobilistico britannico (Cobham, n. 1920 - Pembury, † 2023)
- Ken Miles, pilota automobilistico britannico (Sutton Coldfield, n. 1918 - Moreno Valley, † 1966)

## Piloti di rally(2)
- Ken Block, pilota di rally, imprenditore e stuntman statunitense (Long Beach, n. 1967 - Park City, † 2023)
- Kenneth Eriksson, ex pilota di rally svedese (Äppelbo, n. 1956)

## Piloti motociclistici(2)
- Kenny Roberts Junior, pilota motociclistico statunitense (Mountain View, n. 1973)
- Kenny Roberts, ex pilota motociclistico e dirigente sportivo statunitense (Modesto, n. 1951)

## Pittori(1)
- Kenneth Noland, pittore statunitense (Asheville, n. 1924 - Port Clyde, † 2010)

## Poeti(1)
- Kenneth Rexroth, poeta e traduttore statunitense (South Bend, n. 1905 - Montecito, † 1982)

## Politici(14)
- Kenneth Lewis Anderson, politico statunitense (Hillsborough, n. 1805 - † 1845)
- Ken Bentsen, politico statunitense (Houston, n. 1959)
- Ken Buck, politico statunitense (Ossining, n. 1959)
- Ken Calvert, politico statunitense (Corona, n. 1953)
- Kenneth Clarke, politico britannico (Nottingham, n. 1940)
- Mike Conaway, politico statunitense (Borger, n. 1948)
- Kenny Hulshof, politico e avvocato statunitense (Sikeston, n. 1958)
- Kenneth Kaunda, politico zambiano (Chinsali, n. 1924 - Lusaka, † 2021)
- Kenneth Keating, politico, avvocato e giudice statunitense (Lima, n. 1900 - New York, † 1975)
- Ken Livingstone, politico britannico (Lambeth, n. 1945)
- Buddy MacKay, politico statunitense (Ocala, n. 1933)
- Ken Macintosh, politico scozzese (Inverness, n. 1962)
- Kenneth Mapp, politico americo-verginiano (New York, n. 1955)
- Ken Salazar, politico statunitense (Alamosa, n. 1955)

## Politologi(2)
- Kenneth Minogue, politologo australiano (Palmerston North, n. 1930 - Guayaquil, † 2013)
- Kenneth Waltz, politologo statunitense (Ann Arbor, n. 1924 - Washington, † 2013)

## Produttori cinematografici(1)
- Kenny Ortega, produttore cinematografico, regista e coreografo statunitense (Palo Alto, n. 1950)

## Produttori discografici(1)
- Kenny Beats, produttore discografico e compositore statunitense (Greenwich, n. 1991)

## Produttori televisivi(1)
- Kenneth Fink, produttore televisivo e regista statunitense

## Psichiatri(1)
- Kenneth McAll, psichiatra britannico (n. 1910 - † 2001)

## Psicologi(5)
- Kenneth Craik, psicologo scozzese (Edimburgo, n. 1914 - Cambridge, † 1945)
- Kenneth Gergen, psicologo statunitense (Rochester, n. 1934)
- Kenneth MacCorquodale, psicologo statunitense (Olivia, n. 1919 - Coronado, † 1986)
- Hywel Murrell, psicologo britannico (n. 1908 - † 1984)
- Kenneth Ring, psicologo statunitense (San Francisco, n. 1935)

## Pugili(2)
- Kenneth Egan, pugile irlandese (Clondalkin, n. 1982)
- Kenneth Jewett, pugile statunitense (Fitchburg, n. 1880 - Boston, † 1944)

## Rapper(1)
- Big Moe, rapper statunitense (Houston, n. 1974 - Houston, † 2007)

## Registi(7)
- Ken Annakin, regista, sceneggiatore e produttore cinematografico britannico (Beverley, n. 1914 - Beverly Hills, † 2009)
- Ken Burns, regista statunitense (New York, n. 1953)
- Kenneth Johnson, regista, sceneggiatore e produttore televisivo statunitense (Pine Bluff, n. 1942)
- Ken Kwapis, regista e sceneggiatore statunitense (East St. Louis, n. 1957)
- Ken Loach, regista, sceneggiatore e attivista britannico (Nuneaton, n. 1936)
- Kenneth Shiffrin, regista e produttore cinematografico statunitense (Newark, n. 1956)
- Kenneth S. Webb, regista, sceneggiatore e compositore statunitense (New York, n. 1885 - Hollywood, † 1966)

## Rugbisti a 15(5)
- Ken Carrington, ex rugbista a 15 neozelandese (Whakatane, n. 1950)
- Ken Kennedy, rugbista a 15 e medico britannico (Rochester, n. 1941 - † 2022)
- Kenny Logan, rugbista a 15 e imprenditore britannico (Stirling, n. 1972)
- Kenny Murphy, ex rugbista a 15 e dirigente sportivo irlandese (Cork, n. 1966)
- Ken Owens, rugbista a 15 britannico (Carmarthen, n. 1987)

## Saggisti(1)
- Ken Wilber, saggista e filosofo statunitense (Oklahoma City, n. 1949)

## Saltatori con gli sci(1)
- Kenneth Gangnes, ex saltatore con gli sci norvegese (Gjøvik, n. 1989)

## Sassofonisti(1)
- Kenny G, sassofonista statunitense (Seattle, n. 1956)

## Scacchisti(1)
- Ken Whyld, scacchista, scrittore e giornalista britannico (n. 1926 - † 2003)

## Sceneggiatori(2)
- Kenneth Anger, sceneggiatore, regista e scrittore statunitense (Santa Monica, n. 1927 - Yucca Valley, † 2023)
- Kenneth Lonergan, sceneggiatore, drammaturgo e regista statunitense (New York, n. 1962)

## Scenografi(1)
- Ken Adam, scenografo britannico (Berlino, n. 1921 - Londra, † 2016)

## Sciatori alpini(1)
- Kenneth Sivertsen, ex sciatore alpino norvegese (Narvik, n. 1973)

## Scrittori(6)
- Kenneth Anderson, scrittore indiano (n. 1910 - Bangalore, † 1974)
- Kenneth Fearing, scrittore statunitense (Oak Park, n. 1902 - New York, † 1961)
- Kenneth Grahame, scrittore britannico (Edimburgo, n. 1859 - Pangbourne, † 1932)
- Ross Macdonald, scrittore statunitense (Los Gatos, n. 1915 - Santa Barbara, † 1983)
- Kenneth Royce, scrittore inglese (n. 1920 - † 1997)
- Binyavanga Wainaina, scrittore e giornalista keniota (Nakuru, n. 1971 - Nairobi, † 2019)

## Scrittori di fantascienza(1)
- Ken MacLeod, autore di fantascienza scozzese (Stornoway, n. 1954)

## Sollevatori(1)
- Ken Patera, sollevatore, wrestler e strongman statunitense (Portland, n. 1942)

## Stilisti(1)
- Kenneth Cole, stilista statunitense (Brooklyn, n. 1954)

## Storici(3)
- Kenneth Henshall, storico e orientalista britannico (n. 1950)
- Kenneth Morgan, storico e scrittore gallese (n. 1934)
- Kenneth Pomeranz, storico statunitense (n. 1958)

## Storici dell'architettura(1)
- Kenneth Frampton, storico dell'architettura e teorico dell'architettura britannico (Woking, n. 1930)

## Storici dell'arte(1)
- Kenneth Clark, storico dell'arte britannico (Westminster, n. 1903 - Hythe, † 1983)

## Tastieristi(1)
- Ken Hensley, tastierista, polistrumentista e cantante britannico (Londra, n. 1945 - Agost, † 2020)

## Tennisti(3)
- Ken Fletcher, tennista australiano (Brisbane, n. 1940 - Brisbane, † 2006)
- Ken McGregor, tennista australiano (Adelaide, n. 1929 - Adelaide, † 2007)
- Ken Rosewall, ex tennista australiano (Sydney, n. 1934)

## Tenori(1)
- Kenneth Tarver, tenore statunitense (Detroit, n. 1965)

## Trombettisti(1)
- Kenny Ball, trombettista e cantante britannico (Ilford, n. 1930 - Basildon, † 2013)

## Tuffatori(1)
- Kenneth Sitzberger, tuffatore statunitense (Cedar Rapids, n. 1945 - Coronado, † 1984)

## Velocisti(3)
- Kenneth Bednarek, velocista statunitense (Tulsa, n. 1998)
- Kenneth Brokenburr, ex velocista statunitense (Winter Haven, n. 1968)
- Ken Jones, velocista e rugbista a 15 britannico (Blaenavon, n. 1921 - Newport, † 2006)

## Vibrafonisti(1)
- Red Norvo, vibrafonista statunitense (Beardstown, n. 1908 - Santa Monica, † 1999)

## Wrestler(3)
- Ken Anderson, wrestler statunitense (Two Rivers, n. 1976)
- Montez Ford, wrestler statunitense (Chicago, n. 1990)
- Ken Shamrock, wrestler e ex artista marziale misto statunitense (Warner Robins, n. 1964)

## Senza attività specificata(7)
- Kenneth Stewart Cole, biofisico statunitense (Ithaca, n. 1900 - La Jolla, † 1984)
- Kenneth Foster,  statunitense (Texas, n. 1976)
- Kenneth Greve, ex ballerino, direttore artistico e coreografo danese (Copenaghen, n. 1968)
- Kenneth V. Jones,  britannico (Bletchley, n. 1924 - † 2020)
- Ken Purpur,  statunitense (Grand Forks, n. 1932 - Rapid City, † 2011)
- Slick (Fort Worth, n. 1957)
- Kenneth Weishuhn,  statunitense (Sheldon, n. 1997 - Primghar, † 2012)